# Tempestade tropical Pabuk (2019)
A tempestade tropical Pabuk, também conhecida como tempestade ciclônica Pabuk, foi uma tempestade fraca que atingiu a Península Malaia em janeiro de 2019. Foi também a primeira tempestade de formação registada nas bacias do Oceano Pacífico Noroeste e do Oceano Índico Norte. Formada no último dia de 2018, Pabuk persistiu em 2019, abrangendo dois anos civis, e cruzou para a bacia do Oceano Índico Norte vários dias depois. O primeiro ciclone tropical e denominado tempestade das temporadas de tufão do Pacífico de 2019 e ciclone do Oceano Índico Norte, Pabuk se originou como uma perturbação tropical no Mar da China Meridional em 28 de dezembro de 2018, que se organizou em uma depressão tropical em 31 de dezembro. Um dia depois, em 1 de janeiro de 2019, o sistema se intensificou para uma tempestade tropical e foi batizado de Pabuk. Pabuk atingiu a Tailândia em 4 de janeiro, emergindo na Baía de Bengala, na bacia do norte do Oceano Índico, pouco depois. Pabuk enfraqueceu depois de entrar no Oceano Índico Norte, eventualmente degenerando em uma baixa remanescente em 7 de janeiro, antes de se dissipar no dia seguinte.
Pabuk matou um total de 10 pessoas, e a tempestade causou um total estimado de US $ 157 milhões em danos. Na Tailândia, oito pessoas morreram e as perdas econômicas foram estimadas em US $ 156 milhões. Pabuk também causou uma morte cada no Vietname e na Malásia.

## História meteorológica
Um distúrbio tropical se formou na porção sul do Mar da China Meridional em 28 de dezembro de 2018, absorvendo os remanescentes da Depressão Tropical 35W (Usman) em 30 de dezembro. Sob forte cisalhamento vertical do vento, a área de baixa pressão permaneceu desorganizada até 31 de dezembro, quando foi atualizada para uma depressão tropical tanto pelo JMA quanto pelo JTWC. Como foi designado como 36W pelo JTWC, foi não oficialmente o último sistema da temporada de tufões de 2018. Por volta das 06:00 UTC de 1º de janeiro de 2019, o sistema foi atualizado para a primeira tempestade tropical da temporada de tufões de 2019 e foi nomeado Pabuk pelo JMA, ultrapassando o tufão Alice em 1979 para se tornar a primeira tempestade tropical de formação no noroeste Registro do Oceano Pacífico. Naquela época, Pabuk tinha cerca de 650 km (405 milhas) a sudeste da cidade de Ho Chi Minh, Vietnã, e vagou lentamente para o oeste com um centro de circulação de baixo nível parcialmente exposto.
Sob condições marginais, incluindo temperaturas mornas da superfície do mar, excelente fluxo polo, mas forte cisalhamento do vento vertical, Pabuk lutou para se intensificar ainda mais por mais dois dias até que acelerou para oeste-noroeste e entrou no Golfo da Tailândia em 3 de janeiro, onde o cisalhamento do vento vertical foi ligeiramente mais fraco. Isso fez de Pabuk a primeira tempestade tropical a existir no golfo desde Muifa em 2004. Por volta dessa época, a tempestade tentou formar um olho, que foi revelado por imagens de micro-ondas. Em 4 de janeiro, o Departamento Meteorológico da Tailândia informou que Pabuk atingiu a terra em Pak Phanang, Nakhon Si Thammarat às 12:45 ICT (05:45 UTC), embora outras agências indicassem um landfall em intensidade máxima entre 06:00 e 12:00 UTC. Pabuk se tornou a primeira tempestade tropical a atingir o sul da Tailândia desde Linda em 1997. Pouco depois das 12:00 UTC, a JMA emitiu seu último comunicado completo para Pabuk, quando a tempestade saiu da bacia para o Oceano Índico Norte.
Logo depois que Pabuk cruzou para a bacia, o IMD iniciou alertas sobre a tempestade, tornando Pabuk a primeira tempestade ciclônica em formação para esta bacia, ultrapassando Hibaru em 2005, bem como a primeira tempestade ciclônica com um nome originalmente atribuído pelo RSMC Tóquio. Nos próximos dias, Pabuk continuou a mover-se para oeste-noroeste, antes de enfraquecer em uma baixa bem definida em 7 de janeiro.  A baixa remanescente permaneceu ao nordeste, subsequentemente dissipando-se em 8 de janeiro.

## Impacto
No Vietname, Pabuk resultou na morte de uma pessoa. A tempestade também causou danos estimados em ₫ 27,87 bilhões (US $ 1,2 milhão) no país. Em outros lugares, muitas pessoas foram forçadas a evacuar as áreas costeiras da Tailândia. Em Bangkok, a chuva e a tempestade inundaram as estradas da grande cidade, e houve relatos de grandes danos causados pelo vento ao anoitecer, com muitas árvores derrubadas. Pabuk matou 8 pessoas na Tailândia, incluindo um turista russo; 3 das vítimas foram mortas por destroços e pela tempestade. Os danos de Pabuk na Tailândia foram estimados em 5 bilhões de bahts (US $ 156 milhões). Pabuk matou uma pessoa por afogamento na Malásia.